# کارولینا گایتان
کارولینا دل پیلار گایتان لوزانو (اسپانیایی: Carolina del Pilar Gaitán Lozano) با نام هنری کارولینا گایتان، زاده ۴ آوریل ۱۹۸۴ بازیگر و خواننده کلمبیایی است. او در مؤسسه تئاتر و فیلم لی استراسبرگ در نیویورک تحصیل کرد و دو جایزه برتر Tu Mundo از Telemundo دریافت کرد. او در بسیاری از سریال ها با نقش های اصلی بازی کرده است. او همچنین روی چندین موزیکال در تئاتر ملی کلمبیا کار کرده است. او در انیمیشن ۲۰۲۱ والت دیزنی، انکانتو (افسون) صداپیشگی پپا مادریگال (خاله میرابل) را بر عهده گرفت.

## فیلم شناسی
| سال       | عنوان                      | نقش                      | یادداشت                                                              |
| --------- | -------------------------- | ------------------------ | -------------------------------------------------------------------- |
| 2002      | ستاره های پاپ: کلمبیا      | خودش / عضو اسکارچا       |                                                                      |
| 2005      | Vuelo 1503                 | یولی سالسدو              |                                                                      |
| 2007      | Así es la vida             | سوزانا                   | قسمت: "Enamorando a mi esposo"                                       |
| 2007      | زونا روزا                  | سارا باتیستا             |                                                                      |
| 2008      | Mujeres asesinas           | والنتینا                 | "Laura, La Encubridora" (فصل 2، قسمت 7)                              |
| 2009      | گابریلا، giros del destino | گابریلا روئدا            | نقش اصلی                                                             |
| 2009-10   | Isa TK+                    | کاتالینا برنابئو         | نقش اصلی                                                             |
| 2010      | لا دیوسا کورونادا          | والریا                   |                                                                      |
| 2011      | فلور سالواژه               | آلیشیا                   | نقش تکرار شونده                                                      |
| 2013      | آمو د کاسا                 | کارلا                    | 3 قسمت                                                               |
| 2013      | مستعار ال مکزیکانو         | Ana Belén Páez Argüello  | نقش اصلی                                                             |
| 2015–16   | هرمانیتاس کاله             | نلی کال                  | نقش اصلی                                                             |
| 2015      | نارکوس                     | مارتا اوچوا              | - "Descenso" (فصل 1، قسمت 1) - "شمشیر سیمون بولیوار" (فصل 1، قسمت 2) |
| 2015–16   | سلیا                       | لولا کالوو               |                                                                      |
| 2016–2019 | Sin senos sí hay paraíso   | کاتالینا مارین سانتانا   | نقش اصلی                                                             |
| 2022      | خوانپیس گونزالس لا سری     | دوربین‌های عکاسی (کامیلا) |                                                                      |

| سال  | عنوان           | نقش                | یادداشت    |
| ---- | --------------- | ------------------ | ---------- |
| 2017 | بزرگترین شومن   | خواننده پس زمینه   |            |
| 2021 | انکانتو (افسون) | پپا مادریگال (صدا) |            |
| TBA  | ماسه روان       |                    | فیلمبرداری |